# Спиральная галактика переходного типа

NGC 253 является галактикой переходного типа, располагается в созвездии Скульптора.

Спиральная галактика переходного типа (англ. Intermediate spiral galaxy) — галактика, при классифицировании относимая к области между спиральными галактиками с перемычкой и спиральными галактиками без перемычки. Обозначается символами SAB в схеме морфологической классификации галактик. По определению, галактика является совокупностью звёзд, удерживаемых гравитацией. 
До начала XX века астрономы не знали масштабов Вселенной. В 1920 году в Национальной Академии Наук состоялись дебаты между Х. Шепли и Х. Кёртисом по вопросу о том, являются ли "туманности" объектами около Млечного Пути или отдельными далёкими галактиками. В рамках дебатов не был получен однозначный ответ, поскольку ни одна из сторон не смогла предоставить достаточно убедительных доказательств. В 1923 году Эдвин Хаббл выделил на фотографии Туманности Андромеды отдельные звёзды, при этом была обнаружена яркая цефеида. Оценка расстояния до цефеиды являлась свидетельством  того, что Туманность Андромеды лежит вне пределов Млечного Пути. Таким образом, Хаббл показал, что Вселенная заполнена огромным числом галактик. Существует много различных типов галактик: эллиптические, спиральные с перемычкой и без перемычки; галактики различаются по форме и размеру, но в целом спиральные галактики являются наиболее распространёнными.

## Структура

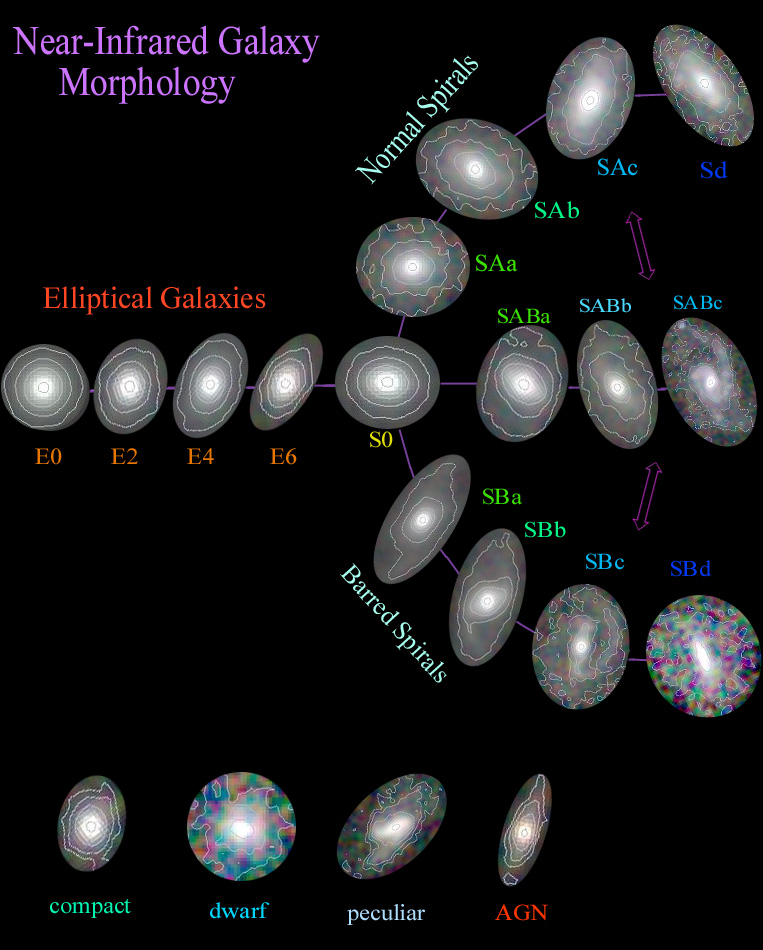
В соответствии с классификацией де Вокулёра галактики SAB являются переходным типом между SA- и SB-галактиками

Галактика начинает существование в виде гигантского облака холодного газа. Температура газа должна быть близкой к абсолютному нулю, иначе атомы будут обладать слишком большой кинетической энергией и не смогут сконденсироваться. Когда масса облака достигает массы около  109−1011 масс Солнца, облако коллапсирует под действием гравитации. Для формирования спиральной галактики промежуточного типа необходимо, чтобы облако вращалось и с течением времени образовывало диск. При постоянстве массы вследствие закона сохранения углового момента скорость вращения диска возрастает. В самом центре галактики газ оказывается настолько плотно распределённым, что становится возможным образование сверхмассивной чёрной дыры. У всех спиральных галактик в центральной области (ядро галактики) располагается чёрная дыра  с массой от  106 до примерно  109 масс Солнца.
Центральный балдж содержит звёзды второго типа населения, являющиеся в основном старыми малометалличными объектами с низкой поверхностной температурой. По данной причине балдж обладает оранжевым или красным цветом. В диске галактики идут процессы звездообразования, при этом звёзды первого типа населения, богатые металлами, с высокой температурой поверхности придают диску голубой цвет. Галактику окружает гало, в котором находятся звёзды второго типа населения и шаровые скопления (сферические группы старых звёзд, содержащие порядка миллиона объектов). В спиральных рукавах галактики звездообразование происходит особенно бурно. Линейная скорость вращения практически постоянна на протяжении большей части диска. Причиной является крупное гало тёмной материи, простирающееся за пределы диска галактики. Подобное гало может содержать до 90% всей массы галактики.

## История
В 1920 году в Академии Наук двое учёных отстаивали две точки зрения на проблему определения расстояний до туманностей, к которым в то время причисляли и галактики. Харлоу Шепли утверждал, что туманности лежат внутри Млечного Пути, в гало, наряду с шаровыми скоплениями. Гебер Кёртис утверждал, что туманности являются более далёкими объектами. Конкретных неоспоримых доказательств ни одна из сторон не привела. В 1923 году Эдвин Хаббл обнаружил в одном из скоплений Туманности Андромеды цефеиду. Используя уравнение {\displaystyle m-M=5\log d-5}, Хаббл оценил расстояние до цефеиды и доказал существование других галактик. В 1930 году Роберт Трюмплер проводил исследование яркости галактик на разных расстояниях от Земли; результаты вычислений не соответствовали наблюдениям. Трюмплер сделал вывод о том, что на луче зрения между наблюдателем и галактикой находится некоторое количество пыли, поглощающей и рассеивающей часть излучения. Такое явление называется межзвёздной экстинкцией и создаётся малыми частицами, находящимися в плоскости галактики. Частицы пыли рассеивают голубой свет и пропускают красный	 свет.

## Примеры
| Пример      | Тип       | Изображение                                                                           | Информация                                                               | Примечания                                       |
| ----------- | --------- | ------------------------------------------------------------------------------------- | ------------------------------------------------------------------------ | ------------------------------------------------ |
|             | SAB0-     |                                                                                       | SAB0- — подтип линзовидных галактик                                      |                                                  |
|             | SAB0      |                                                                                       | SAB0 — подтип линзовидных галактик                                       |                                                  |
|             | SAB0+     |                                                                                       | SAB0+ — подтип линзовидных галактик                                      |                                                  |
|             | SAB0/a    |                                                                                       | SAB0/a можно считать подтипом переходных линзовидных галактик            |                                                  |
| Messier 65  | SABa      |                                                                                       |                                                                          | M65 является галактикой типа "SAB(rs)a"          |
| NGC 4725    | SABab     |                                                                                       |                                                                          | NGC 4725 является галактикой типа "SAB(r)ab pec" |
| Messier 66  | SABb      |                                                                                       |                                                                          | M66 является галактикой типа "SAB(s)b"           |
| Messier 106 | SABbc     |                                                                                       |                                                                          | M106 является галактикой типа "SAB(s)bc"         |
| NGC 253     | SABc      |                                                                                       |                                                                          | NGC 253 является галактикой типа "SAB(s)c"       |
| NGC 2403    | SABcd     |                                                                                       |                                                                          | NGC 2403 является галактикой типа "SAB(s)cd"     |
|             | SABd      |                                                                                       |                                                                          |                                                  |
|             | SABdm     |                                                                                       | SABdm можно считать подтипом переходных магеллановых спиральных галактик |                                                  |
| NGC 4625    | SABm      |                                                                                       | SABm является подтипом магеллановых спиральных галактик (Sm)             | NGC 4625 является галактикой типа "SAB(rs)m pec" |
| NGC 6946    | SAB(rs)cd | NGC6946 Galaxy from the Mount Lemmon SkyCenter Schulman Telescope courtesy Adam Block |                                                                          | NGC 4625 является галактикой типа "SAB(rs)cd"    |